# Atletas Olímpicos de Rusia en los Juegos Olímpicos de Pyeongchang 2018
Atletas Olímpicos de Rusia (en inglés, Olympic Athlete from Russia, OAR) es la denominación que el Comité Olímpico Internacional (COI) adoptó para permitir la participación en los Juegos Olímpicos de Pyeongchang 2018 de aquellos atletas de nacionalidad rusa que cumplieron los requisitos impuestos después de la suspensión del Comité Olímpico Ruso. Los atletas tuvieron que competir con un uniforme neutral, sin ninguna mención a su país, y bajo la bandera e himno olímpicos.
En total fueron aceptados 168 deportistas que compitieron en 15 deportes.

## Suspensión del Comité Olímpico Ruso

Logotipo de los Atletas Olímpicos de Rusia en Pyeongchang 2018

El 5 de diciembre de 2017 el COI anunció la suspensión del Comité Olímpico Ruso y su exclusión de los Juegos Olímpicos de Pyeongchang 2018 debido al sistema planificado de dopaje acontecido en Sochi 2014, en el que diversas autoridades rusas estuvieron involucradas. Pero permitió la participación de atletas de nacionalidad rusa que no hubieran estado involucrados en ese sistema y que demostraron haber superado controles antidopaje independientes antes del inicio de los Juegos.

## Medallistas

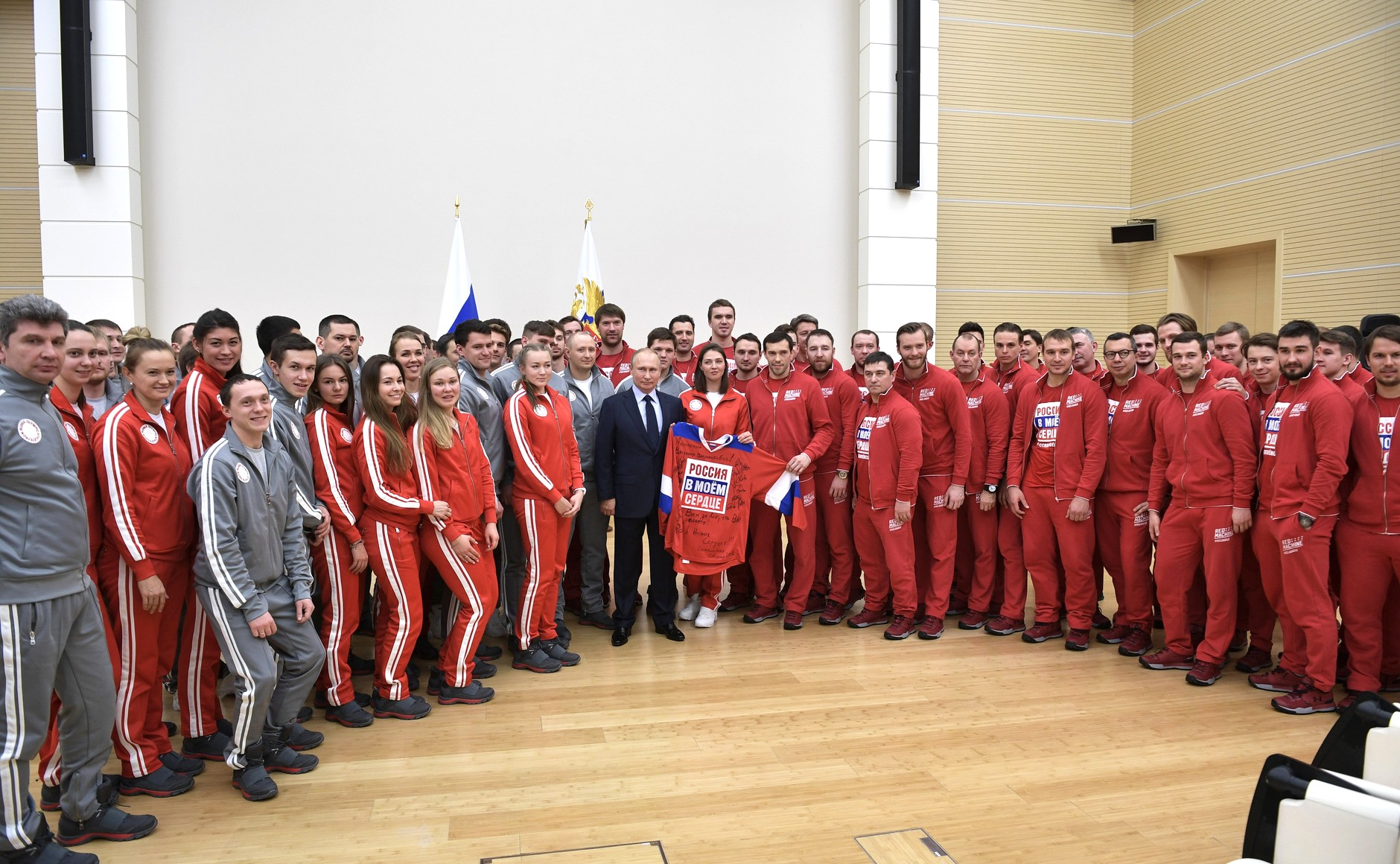
Vladímir Putin, presidente de Rusia, con los atletas rusos el 31 de enero de 2018

El equipo olímpico ruso obtuvo las siguientes medallas:
| Nombre | Deporte                              | Competición             |
| --- | ------------------------------------ | ----------------------- |
| Oro |                                      |                         |
| Equipo | Hockey sobre hielo                   | Torneo M                |
| Alina Zaguitova | Patinaje artístico                   | Individual F            |
| Plata |                                      |                         |
| Denis Spitsov Alexandr Bolshunov | Esquí de fondo                       | Velocidad por equipos M |
| Alexandr Bolshunov | Esquí de fondo                       | 50 km M                 |
| Andrei Larkov Alexandr Bolshunov Alexei Chervotkin Denis Spitsov                                                                                                   | Esquí de fondo                       | Relevo M                |
| Yevgueniya Medvedeva | Patinaje artístico                   | Individual F            |
| Mijail Koliada Yevgueniya Medvedeva Alina Zaguitova Yevgueniya Tarasova / Vladimir Morozov Natalia Zabiyako / Alexandr Enbert Yekaterina Bobrova / Dmitri Soloviov | Patinaje artístico                   | Equipo                  |
| Nikita Tregubov | Skeleton                             | Individual M            |
| Bronce |                                      |                         |
| Anastasiya Bryzgalova Alexandr Krushelnitski | Curling                              | Doble mixto             |
| Serguei Ridzik | Esquí acrobático                     | Campo a través M        |
| Ilia Burov | Esquí acrobático                     | Salto aéreo M           |
| Alexandr Bolshunov | Esquí de fondo                       | Velocidad ind. M        |
| Denis Spitsov | Esquí de fondo                       | 15 km M                 |
| Andrei Larkov | Esquí de fondo                       | 50 km M                 |
| Yuliya Belorukova | Esquí de fondo                       | Velocidad ind. F        |
| Natalia Nepriayeva Yuliya Belorukova Anastasiya Sedova Anna Nechayevskaya                                                                                          | Esquí de fondo                       | Relevo F                |
| Natalia Voronina | Patinaje de velocidad                | 5000 m F                |
| Semion Yelistratov | Patinaje de velocidad en pista corta | 1500 m M                |

1. ↑  El 22 de febrero de 2018 el TAS descalificó por dopaje al deportista Alexandr Krushelnitski y anuló la medalla de bronce obtenida por la pareja mixta de Rusia (conformada por Anastasiya Bryzgalova y Krushelnitski).[4]